# Oldenlandia cryptocarpa
Oldenlandia cryptocarpa är en måreväxtart som beskrevs av Emilio Chiovenda. Oldenlandia cryptocarpa ingår i släktet Oldenlandia och familjen måreväxter. Inga underarter finns listade i Catalogue of Life.